# Junta Escolar de la Parroquia de Orleans
La Junta Escolar de la Parroquia de Orleans (Orleans Parish School Board, OPSB o New Orleans Public Schools, NOPS) es el distrito escolar de la Nueva Orleans, Luisiana, Estados Unidos. Tiene su sede en el barrio Westbank en el distrito Algiers.
A partir de 2016, varias agencias (incluyendo la OPSB y el Recovery School District) supervisan las escuelas públicas de Nueva Orleans, que son en su mayoría escuelas chárter. Para 2018, la OPSB supervisará todas las escuelas públicas de Nueva Orleans.